# Изнасилование Дианы Шурыгиной
Изнасилование Дианы Шурыгиной произошло 31 марта 2016 года в Ульяновске и вызвало значительный общественный резонанс.
В декабре 2016 года Ленинский районный суд Ульяновска признал 21-летнего местного жителя Сергея Семёнова виновным в изнасиловании 16-летней Дианы Шурыгиной. Преступление было совершено в частном доме, где группа молодых людей отмечала день рождения общего знакомого Семёнова и Шурыгиной. Семёнов был приговорён к восьми годам колонии строгого режима. Позднее данное решение было обжаловано, и приговор был смягчён до трёх лет и трёх месяцев колонии общего режима. Спустя один год Семёнов был выпущен по УДО.
Дело получило широкую известность, в особенности после того, как Шурыгина приняла участие в программе «Пусть говорят», на «Первом канале». Мнение общественности разделилось; девушка подверглась обвинениям в распущенности и лжесвидетельстве. Поведение Дианы в телеэфире породило ряд интернет-мемов.

## Действующие лица
Диа́на Алексе́евна Шуры́гина родилась 12 июня 1999 года в Ульяновске. Училась на втором курсе Ульяновского профессионально-педагогического колледжа на контролёра станочных и слесарных работ. В детстве занималась танцами и лёгкой атлетикой. Отец Алексей Викторович Шурыгин работал водителем-дальнобойщиком. Мать Наталья Владимировна Шурыгина в 15 лет родила Диану, работала продавцом в гипермаркете. У Дианы есть младшая сестра.
Серге́й Ива́нович Семёнов родился 29 ноября 1995 года в посёлке Новочеремшанск Новомалыклинского района Ульяновской области). В 2014 году окончил школу. На момент событий был студентом Ульяновской сельскохозяйственной академии. Мать — Ольга Викторовна Семёнова, учительница. Отец — инвалид. У Сергея есть старшая сестра Екатерина.
В ночь с 31 марта на 1 апреля 2016 года компания из восьми молодых людей отмечала двадцатилетие друга. Они сняли недостроенный коттедж с сауной в центре Ульяновска, приобрели пиво, водку, пригласили девушек. При обыске были найдены наркотические курительные смеси, но принёс ли их один из праздновавших или это было совместным решением их всех, а также знал ли о них Семёнов, доподлинно неизвестно. Впоследствии одного из участников осудили за хранение наркотиков.

## Обстоятельства происшествия
Шестнадцатилетняя Диана Шурыгина присутствовала на праздновании. По её же словам, употребляла алкогольные напитки. На вечеринке познакомилась с Сергеем Семёновым. Позже, согласно её показаниям, молодой человек изнасиловал её, применяя физическую силу. «Он зашёл за мной, закрыл дверь на крючок и толкнул меня на кровать. Он держал меня руками, я начала сопротивляться, оказывать какие-то действия. И он ударил меня ладонью по лицу», — рассказывала впоследствии Шурыгина в эфире телевизионной программы «Пусть говорят». Судебные экспертизы установили, что у Шурыгиной была рана на верхней губе в проекции передних зубов, кровоподтёки возле левой лопатки на спине и на левом колене, четыре кровоподтёка на левой щеке и кровоподтёк на шее с мелкоточечными кровоизлияниями.

## Расследование и суд
По сведениям следствия, в начале мая 2015 года пятнадцатилетняя Диана Шурыгина ушла из дома, её мать Наталья Шурыгина обратилась в полицию, и сотрудники ПДН отыскали Диану в квартире восемнадцатилетнего Влада Трошина. Со слов Дианы, они четыре месяца состояли в интимных отношениях по обоюдному согласию. Трошин был осуждён за половую связь с несовершеннолетней на один год ограничения свободы. Он не обжаловал приговор, но позже заявил журналистам, что семья Шурыгиных его оклеветала.
1 апреля 2016 года Диана Шурыгина заявила в органы внутренних дел об изнасиловании. Подозреваемыми по делу проходили Сергей Семёнов и Александр Рухлин, который попытался совершить с девушкой половой акт после того, как Семёнов покинул комнату; позже последний по причине отсутствия состава преступления был переведён в категорию свидетелей.
Защита обвиняемого настаивала на том, что половой акт между Семёновым и Шурыгиной происходил по обоюдному согласию, побои же на её теле появились уже после произошедшего, а именно вследствие конфликта с отцом; это подтвердил и Александр Рухлин. По словам адвоката Шурыгиной Натальи Глуховой, в ходе предварительного следствия были проведены биологическая и генетическая экспертизы; по словам юриста, Алексей Шурыгин дочь не бил.
Дело рассматривалось в Ленинском районном суде города Ульяновска. Суд пришёл к выводу, что Семёнов знал, что Шурыгина не достигла возраста совершеннолетия, и осознавал, что она не хочет вступать с ним в половой контакт. 5 декабря 2016 года Семёнов был признан виновным в совершении преступлений, предусмотренных пунктом «а» части 3 статьи 131 («изнасилование») и «а» части 3 статьи 132 («насильственные действия сексуального характера») УК Российской Федерации и приговорён к 8 годам и трём месяцам лишения свободы с отбыванием наказания в исправительной колонии строгого режима. Приговор был обжалован, и 25 января 2017 года апелляционная инстанция уменьшила срок до трёх лет и трёх месяцев колонии общего режима. В январе 2018 года Семёнов вышел на свободу по статье о замене заключения более мягким видом наказания, отсидев чуть больше года.

## Общественный резонанс
Привлечение внимания общественности к ситуации началось сразу же после оглашения обвинительного приговора:
в соцсети ВКонтакте появились группы поддержки пострадавшей и осуждённого. Близкие Семёнова в его поддержку разместили на сайте Демократор петицию, которая на начало февраля 2018 года набрала 467 тысяч подписей.
Дело об изнасиловании Шурыгиной приобрело большую популярность после того, как получило освещение в ток-шоу «Пусть говорят» на Первом канале. 31 января 2017 года в эфир вышел первый посвящённый этой истории выпуск под названием «В разгар вечеринки». Девушка рассказала о подробностях вечера, когда было совершено преступление, в частности, сначала призналась, что выпила несколько одноразовых стаканчиков водки, но потом пояснила — не полных, а «на донышке». «Гости студии, а вслед за ними и пользователи социальных сетей не поверили в правдивость показаний несовершеннолетней девушки и сочли, что приговор суда несправедлив», — писала журналист издания Lenta.ru Светлана Поворазнюк. Сестра Семёнова Екатерина утверждала, что родственники Шурыгиной требовали от семьи подозреваемого миллион рублей, чтобы замять дело.
Выпуск получил вирусный эффект в Интернете и менее чем за неделю набрал 9 миллионов, а к 27 февраля 2017 года — 12 миллионов просмотров на YouTube. Поведение Дианы в телеэфире породило ряд интернет-мемов — «Шурыгину, её манеры, косноязычные фразы и ухмылки, начали высмеивать и пародировать, появились скетчи, фотоколлажи, мемы, песни и — сотни тысяч оскорбительных и матерных комментариев», — отмечала обозреватель РИА Новости Анастасия Мельникова. 14 февраля компания Burger King запустила рекламную акцию, используя обезличенный образ Дианы, делающей характерный жест рукой, однако позже данные изображения были убраны. На аккаунт девушки в Instagram подписалось более миллиона человек; позже она создала канал на YouTube и набрала несколько десятков тысяч подписчиков. В апреле 2017 года в шоу «Камеди Клаб» была поставлена пародия на этот выпуск «Пусть говорят». Роль Малахова исполнил Гарик Харламов, а в образе жертвы изнасилования выступал Тимур Батрутдинов.
На фоне общественного резонанса в феврале-марте 2017 года в эфир вышло ещё четыре выпуска «Пусть говорят», которые затронули тему начавшейся после показа первого выпуска информационной шумихи вокруг Дианы и её семьи. По словам ведущего Андрея Малахова, девушка оказалась не готова к волне ненависти, которая вылилась на неё в сети, а социальные сети «насилуют её чуть ли не второй раз». После широкой огласки происшедшего в адрес Дианы и членов её семьи в сети начали поступать угрозы. По словам Шурыгиных, на её мать напали на улице, а на машине отца прокололи шины.
В ряде российских СМИ стало использоваться устойчивое словосочетание «синдром Дианы Шурыгиной» для описания случаев, когда публичное выдвижение обвинений в сексуальных домогательствах является способом получить славу, известность, материальные блага.
Ряд СМИ поддержал российские правоохранительные органы и связал резонанс дела Шурыгиной с идеологией обвинения жертвы, возлагающей вину на саму жертву изнасилования под предлогом её «неправильного, провокационного» поведения. Так, Шурыгина нарушила несколько «правил идеальной жертвы»: сама поехала на вечеринку, пила, познакомилась с 20-летним парнем. В результате люди, наблюдающие за историей, стали дистанцироваться и насмехаться над жертвой, обсуждая её поведение и внешность, одновременно оправдывая и идеализируя Семёнова.
31 августа и 4 сентября 2017 года на Первом канале вышло два выпуска телешоу «На самом деле» с участием Дианы Шурыгиной: по утверждению экспертов, полиграф подтвердил уверенность Дианы в том, что она была изнасилована Сергеем Семёновым. 21 и 22 января 2019 года вышло два выпуска программы «На самом деле» с участием Шурыгиной и Семёнова: в очередной раз подтвердился факт изнасилования, а Сергей признался, что во время полового акта Диана отталкивала его, но не говорила нет. По мнению некоторых обозревателей, интерес к скандалу вокруг Шурыгиной искусственно подогревается продюсерами телеканалов, поскольку передачи с участием лиц, вовлечённых в этот скандал, стабильно показывают довольно высокий рейтинг.